# Нанто (Тояма)

36°35′17.06″ пн. ш. 136°55′9.94″ сх. д. / 36.5880722° пн. ш. 136.9194278° сх. д.
Нанто́ (яп. 南砺市, なんとし, МФА: [nanto ɕi̥]) — місто в Японії, в префектурі Тояма.

## Короткі відомості
Розташоване в південно-західній частині префектури. Виникло на основі сільських поселень раннього нового часу. Засноване 2004 року шляхом об'єднання містечок Фукуно, Дзьохана, Фукуміцу, Інамі з селами Тайра, Камі-Тайра, Тоґа, Інокуті. Основою економіки є сільське господарство й харчова промисловість. В міському мікрорайоні Ґокаяма розташоване історичне сільське поселення, занесене до Світової спадщини ЮНЕСКО. Станом на 1 квітня 2009 площа міста становила 668,86 км². Станом на 1 липня 2011 населення міста становило 54 146 осіб.